# Ronan Le Breton
Pour les articles homonymes, voir Le Breton.
 (octobre 2018).
Si vous disposez d'ouvrages ou d'articles de référence ou si vous connaissez des sites web de qualité traitant du thème abordé ici, merci de compléter l'article en donnant les références utiles à sa vérifiabilité et en les liant à la section « Notes et références ».
Ronan Le Breton, né le 29 mai 1972, à Vannes, est un scénariste de bande dessinée et de jeu vidéo français.

## Biographie
D'origine bretonne, il est passionné par les mondes imaginaires : fantasy, fantastique, mythologie, contes et légendes de sa région natale et du reste du monde. Avec son frère Erwan Le Breton, il rencontre Jean-Luc Istin, qui leur propose de scénariser ensemble le premier tome d'un collectif dédié aux contes de Bretagne. Le premier tome de la série Les Contes du Korrigan sort en juin 2002 que sort aux éditions Soleil.
Depuis, Ronan Le Breton continue à écrire des scénarios dans la collection Soleil Celtic.

Il est par ailleurs le scénariste principal du collectif Légendes de la Table Ronde, et le coauteur, avec Sébastien Grenier, de la série Arawn. Il écrit également le scénario du spin-off de cette série, Les Chroniques d'Arawn.
Il a également travaillé avec Bertrand Benoît (illustrateur, dessinateur, coloriste), sur le deuxième tome des Chroniques d'Arawn et celui de la série concept Oracle, également chez les éditions Soleil.
Il est également scénariste de jeux. Il a écrit des livres-dont-vous-êtes-le-héros, un jeu mobile pour Orange Gameloft et a intégré l'équipe de scénaristes qui travaille sur la licence Might & Magic d'Ubisoft. Il collabore régulièrement avec des studios de création de serious games comme Dowino (créateur du jeu A Blind Legend) ou Play Curious.
Il enseigne enfin le scénario et l'écriture interactive à l'école Gobelins et à Supinfogame. 

## Publications

### Bandes dessinées
- Yann fées et légendes
  - tome 1 : Les fondations du Mont Saint Michel, 2019
- Oracle
  -  tome 2 : L'Esclave, 2014
- Les Chroniques d'Arawn
  - 1. L'Île des Géants, 2012
  - 2. Le Dieu Vivant, 2013
- Arawn
  - Bran le maudit (2008)
  - Les Liens du sang (2009)
  - La Bataille de Cad Goddun (2010)
  - Le Chaudron de sang (2011)
  - Résurrection (2012)
  - La Terre brûlée (2014)
- Légendes de la Table Ronde
  - Premières Prouesses (2005)
  - Le Cerf blanc (2006)
  - Le Chevalier noir (2006)
- Les Contes du Korrigan
  - Livre premier : les Trésors Enfouis, scénario de Ronan et Erwan Le Breton, dessins de Frédéric Peynet, Jean-Luc Istin et Guy Michel, 2002  (ISBN 2-84565-317-4)
  - Livre second : Les mille Visages du Diable, scénario de François Debois, Ronan et Erwan Le Breton, dessins de Guy Michel, Jean-Luc Istin, Frédéric Gaéta et Guillaume Lapeyre, 2003  (ISBN 2-84565-483-9)
  - Livre troisième : Les Fleurs d'écume, scénario de Jean-Luc Istin, Ronan et Erwan Le Breton, dessins de Jean-Luc Istin, Frédéric Peynet, Guy Michel et Jean-François Miniac, 2003  (ISBN 2-84565-673-4)
  - Livre quatrième : La pierre de justice[1], scénario de |Ronan et Erwan Le Breton, dessins de Serge Fino, Guy Michel, Mika et François Gomès, 2004  (ISBN 2-84565-781-1)
  - Livre cinquième : L'Île d'Émeraude[2], scénario de Ronan et Erwan Le Breton, dessins de Serge Fino, Jean-Marie Minguez, Stéphane Bileau et François Gomès, 2004  (ISBN 2-84565-885-0)
  - Livre sixième: Au pays des Highlands, scénario de Ronan et Erwan Le Breton, dessins de Xavier Fourquemin, Christophe Babonneau et François Gomès, 2005  (ISBN 2-84565-997-0)
  - Livre septième : L'Assemblée des Bardes, scénario Christophe Lacroix, Ronan et Erwan Le Breton, dessins de Stevan Roudaut, Guy Michel, Sandro et François Gomès, 2006  (ISBN 2-84946-451-1)
  - Livre huitième : Les Noces féeriques, scénario de Jean-Luc Istin, Ronan et Erwan Le Breton, dessins de Christophe Babonneau, Stéphane Bileau, Dub et François Gomès, 2006  (ISBN 2-84946-604-2)
  -  Livre neuvième : La Colline d'Ahna, scénario de Ronan Le Breton et Thomas Mosdi, dessins de Stéphane Créty, H. Tonton et Aja, 2008  (ISBN 978-2-302-00218-0)
  - Livre dixième : L'Ermite de Haute Folie[3], scénario de Ronan Le Breton, dessins de Stéphane Créty, Dim. D, Vicente Cifuentes et Jean-Paul Bordier, 2009  (ISBN 978-2-302-00641-6)
- Les Contes de l'Ankou
  - Tome 1 - Hantise, 2003

### Jeux vidéo
- Might & Magic Duel of Champions
  - La Campagne Forgotten Wars
    - Void Rising
    - Herald of the Void
    - The Forgotten Wars
    - The Five Towers
- Heroes of Might & Magic 7
  - La Campagne Nécropole, Single Player

### Essais
- Design narratif : scénario et expérience de jeu, 2017[4]
- Ecrire une Bande Dessinée : scénario et art séquentiel, 2019
- Mon Scriptbook - livrets d'écriture
  - Livret 1 : Les Personnages, 2021
  - Livret 2 : L'Univers narratif, 2021
  - Livret 3 : L'Intrigue, 2021